# Bonnegarde
Bonnegarde is een gemeente in het Franse departement Landes (regio Nouvelle-Aquitaine) en telt 275 inwoners (1999). De plaats maakt deel uit van het arrondissement Dax.

## Geografie
De oppervlakte van Bonnegarde bedraagt 9,8 km², de bevolkingsdichtheid is 28,1 inwoners per km².
De onderstaande kaart toont de ligging van Bonnegarde met de belangrijkste infrastructuur en aangrenzende gemeenten.

## Demografie
Onderstaande figuur toont het verloop van het inwonertal (bron: INSEE-tellingen).